# ペプチド合成
ペプチド合成（ペプチドごうせい、英: peptide synthesis）とは、ヒトが設計した通りのアミノ酸配列を持つペプチドを合成する手法のことである。

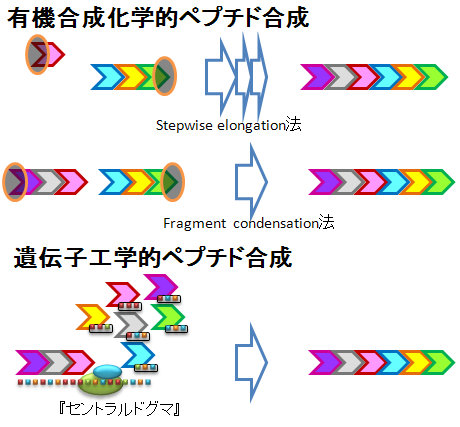
ペプチド合成の方法論

ペプチド合成の手法の1つとして、まず純粋に有機合成化学の手法によって合成する方法がある。
この方法では天然には存在しないアミノ酸等の構成ユニットを持つペプチドを合成することが可能である。
また、生体内ではDNAがRNAに転写され、さらにRNAが翻訳されることによって、設計図であるDNAに記録されている通りのアミノ酸配列を持つペプチドが生合成されている。
そのため、望みのアミノ酸配列に対応するDNAを細胞に導入してやれば、この生体内のペプチド合成機構を利用して、望みのアミノ酸配列を持つペプチドを合成させることができる。
この方法は遺伝子工学を利用して行なわれる。
望むペプチドを産生する細胞を増殖させることができるため、この方法はペプチドの量産化に向いている。

## 歴史
古くは、1870年代にSchallらが行ったアスパラギン酸の熱重合によるポリペプチド様物質の合成が知られている。1907年にエミール・フィッシャーらはグリシンとロイシンから成るオクタペプチドを合成している。後述のように単に遊離アミノ酸を縮合しても二量体であるジケトピペラジン体が生成するだけなのでペプチドを合成したというのは一つの成果である。しかしこの頃の合成ではペプチドの一次配列の長さや順序はランダムでありオリゴペプチドを生成したという以上の意味を持たなかった。
一次配列の確定したペプチドを合成するには後述のように保護基を用いた逐次的ペプチド鎖延長する合成手法が必要である。1932年にBergmannはアミノ基保護基としてベンジルオキシカルボニル基(Cbz基、Z基)を開発することで一定配列のペプチドを合成した。Bergmannらは後にこの一次配列が確定したリジン合成ペプチドを用いて酵素トリプシンの基質特異性の研究で成果をあげることになる。
1950年代以降から1980年代まではペプチド液相法が発展を続け1953年にデュ・ヴィニョーによりペプチドホルモンのオキシトシン合成から1980年の酵素RNase Aの合成など各種生体ペプチドの配列決定からペプチドを合成することで生体機能を解析が発展した時代でもあった。
液相法とは別に1963年にロバート・メリフィールドらがペプチド固相合成法を開発し全く新しいペプチド合成法も確立している。メリフィールドはこの業績によりノーベル化学賞を授与された(1984年)。固相合成法は機械化が容易な手法な為、今日では配列情報から自動的にペプチドを合成するペプチド合成装置も開発されている。
今日ではサンプル量が必要であったり、簡単な設備で単純なペプチドを合成する場面では液相法が用いられるが、分子生物学研究の為にある程度の配列長を持つ任意のペプチドを合成する場合にはもっぱら固相合成法とペプチド合成装置が利用される。さらに、多様なオリゴペプチドが試薬として市販されたり、ペプチドの各種委合成サービスが提供されたりしているので、必ずしも現場でペプチド合成を行う必要もなくなってきている。
また、後述のように、固相合成法では合成が困難な長さのペプチドを合成したい場合やペプチド鎖に糖鎖修飾などが必要な場合は細菌、線虫あるいは昆虫細胞に遺伝子導入するバイオテクノロジーを応用してペプチド合成がなされるようにもなった。

## 有機合成化学的ペプチド合成
望みのアミノ酸配列を持つペプチドを合成するためには、アミノ酸のカルボキシ基とアミノ基をその配列の順に従って縮合させればよい。しかし、カルボキシ基とアミノ基の縮合反応は容易には進行しない。そのため何らかの方法でカルボキシ基を活性化し、反応性を高める必要がある。
その一方で、活性化されたカルボキシ基に対しては求核性をもつ他の多くの官能基も反応してしまう。アミノ酸には側鎖にカルボキシ基、ヒドロキシ基、アミノ基、スルフヒドリル基といった求核性を持つ官能基があるため、これらの官能基がカルボキシ基と反応を起こさないように保護しておく必要がある。また後述の通りN末端からC末端へ合成を行う場合、活性化されたカルボキシ基を持つアミノ酸自体にもα-アミノ基が存在するため、これも保護しておく必要がある。しかし、アミノ酸配列上で次のアミノ酸ユニットのカルボキシ基と反応させる時には、このα-アミノ基は脱保護しておかなくてはならない。
以上のことから有機合成化学的ペプチド合成は以下のスキームで行なわれる。
1. ペプチドのC末端のアミノ酸のα-アミノ基以外のすべての官能基を保護する。
2. アミノ酸配列でその隣りのアミノ酸の主鎖のカルボキシ基以外のすべての官能基を保護する。
3. 2.で調製したアミノ酸のカルボキシ基を活性化する。
4. 1.で調製したアミノ酸のアミノ基を活性化されたカルボキシ基と反応させる。
5. 次のアミノ酸と反応させるα-アミノ基のみを脱保護する。
6. N末端のアミノ酸に到達するまで、2-5を繰り返す。
7. すべての官能基を脱保護する。

原理的には上の方法とは逆の方向、すなわち生体内のペプチド合成と同様にN末端からC末端に合成していくスキームも考えられる。しかし、一般的には上述の通りC末端からN末端へ合成が行なわれる。
また、α位アミノ基がアミド化あるいはカルバモイル化されていないアミノ酸のα位炭素はラセミ化しやすい。現在のペプチド合成法では系中で発生するアミノ酸のラセミ化によって生成物がエピ化することを防ぐために反応条件の最適化がなされている。

### アミノ酸の保護
ペプチド合成に用いるアミノ酸は上述した理由から、ほとんどの官能基を保護しておく必要がある。C末端のアミノ酸ではα-アミノ基以外の官能基を、それ以外のアミノ酸ではα-カルボキシ基以外のすべての官能基を保護する必要がある。すなわち側鎖にアミノ基を持つリジンや、カルボキシ基を持つアスパラギン酸、グルタミン酸では選択的な保護が必要となる。保護基の種類によってはα-置換基を一旦保護した後、側鎖の置換基を保護し、α-置換基を脱保護するといったプロセスを経る必要がある。
最終的にはすべての保護基を除去する必要があるが、ペプチドは多くの官能基を持つため過激な反応条件で脱保護を行うと副反応が多発してしまう。そのため、比較的温和な脱保護条件を持つ保護基が用いられている。

#### アミノ基の保護基
α-アミノ基の保護基はカルボキシ基との縮合の時に他の保護基を残したまま、選択的に脱保護できなくてはならない。前述のようにアミノ酸のラセミ化を防ぐ機能を持つカルバメート型のアミノ基の保護基が種々開発されてきた。現在、主に用いられる保護基はベンジルオキシカルボニル基（CbzあるいはZ）、tert-ブトキシカルボニル基（Boc）、フルオレニルメトキシカルボニル基（Fmoc）の3種である。
Z基はクロロギ酸ベンジル（ZCl）とのショッテン・バウマン反応で導入できる。脱保護はフッ化水素酸などの処理の他、水素化によっても行うことができる。Boc基は二炭酸ジ-tert-ブチル（Boc2O）とのショッテン・バウマン反応で導入できる。脱保護はトリフルオロ酢酸による処理で行うことができる。Fmoc基はN-(フルオレニルメトキシカルボニルオキシ)コハク酸イミド（FmocOSu）とアミンを反応させることで導入できる。脱保護はピペリジンによる処理で行うことができる。Fmoc基は固相合成に専ら用いられる。
また特別に区別して脱保護することが必要な場合には、アリルオキシカルボニル基（Alloc）、(1-(4,4-Dimethyl-2,6-dioxocyclohex-1-ylidene)-3-eth-yl) 基 (Dde) や 1-(4,4-Dimethyl-2,6-dioxocyclohex-1-ylidene)-3-methylbutyl基 (ivDde) が用いられる。Alloc基はテトラキス(トリフェニルホスフィン)パラジウム(0)で処理するとπ-アリル錯体を形成して脱保護される。Dde基、ivDde基はヒドラジンで処理することで脱保護される。

#### カルボキシ基の保護
α-カルボキシ基の保護はC末端のアミノ酸で必要となる。この保護は直鎖のペプチドでは最後に側鎖の保護基と同時に脱保護しても構わないが、環状ペプチドの合成やペプチド鎖同士の結合を行ないたい場合（セグメント縮合）には側鎖の保護基を残したまま脱保護する必要がある。
メチルエステルあるいはエチルエステルは歴史的にカルボキシ基の保護に用いられていた保護基である。塩酸のアルコール溶液で処理するか、アルコールと塩化チオニルの反応物 (ClS(=O)OR) で処理することで合成できる。しかし脱保護が水酸化ナトリウム水溶液での処理となり、この条件ではエピ化やペプチド結合の加水分解が競合する。そのため、通常は他のエステルが使用される。ベンジルエステル（BzlまたはBn）はベンジルアルコール中で酸触媒あるいは縮合剤を用いてエステル化することで導入できる。またはカルボキシ基をセシウム塩として臭化ベンジルと反応させても導入できる。水素化反応で除去できる。tert-ブチルエステル (t-Bu) はイソブテンと硫酸触媒で反応させることで合成できる。酸に弱い保護基がすでにある場合には、Boc2OとN,N-ジメチル-4-アミノピリジン (DMAP) 触媒で反応させて合成できる。トリフルオロ酢酸で処理することで除去できる。
またアスパラギン酸の側鎖のカルボキシ基は容易にα-アミノ基と縮合してイミドを形成しやすい。この副反応を防ぐためにシクロヘキシルエステルとすることが多い。またC末端のカルボキシ基を選択的に脱保護したい場合には、フェナシルエステル (Pac) やアリルエステル (All) などを用いる。フェナシルエステルは亜鉛/酢酸還元条件で、アリルエステルはテトラキストリフェニルホスフィンパラジウムにより選択的に脱保護できる。

#### その他の官能基の保護
多くのアミノ酸には側鎖にも官能基があり、これが副反応の原因となるため保護しなくてはならない。これらの保護基は合成終了時に強酸による処理で一度に除去することが多い。
リジン側鎖のアミノ基、グルタミン酸側鎖やアスパラギン酸側鎖のカルボキシ基には上で述べた保護基を適切に選択して用いる。
セリンやトレオニンのアルコール性ヒドロキシ基はベンジル基やtert-ブチル基で保護する。ベンジル基はフッ化水素酸処理や水素化、tert-ブチル基はトリフルオロ酢酸処理で除去できる。一方、チロシンのフェノール性ヒドロキシ基は2-ブロモベンジルオキシカルボニル (Z(2Br)) やtert-ブチル基で保護する。ベンジル基は強酸処理で芳香環上のオルト位に転位しやすいため用いない。
システインのスルフヒドリル基は4-メチルベンジル基 (Bzl(4Me))、トリチル基 (Trt)、tert-ブチル基、N-(アセチル)アミノメチル基 (Acm) などで保護する。多くの場合、システインのスルフヒドリル基は最終的にジスルフィド結合へと変換する必要がある。ジスルフィド結合させたいスルフヒドリル基のみを脱保護することで選択的に結合形成できる。例えばBzl(4Me)基は強酸で脱保護され、Acm基は強酸で脱保護されないがヨウ素で選択的に脱保護されると同時にジスルフィド結合を形成する。そこでジスルフィド結合をつくりたい2対のシステイン残基がある場合、それぞれの対をBzl(4Me)基とAcm基で保護する。まず最初に強酸でBzl(4Me)基を脱保護した後、ジスルフィド結合の形成を行うと1対目のジスルフィド結合が選択的に形成される。そのあとでヨウ素で処理すれば、もう1対のジスルフィド結合も選択的に形成することができる。
アルギニンのグアニジノ基は求核性が強いため、電子求引基であるスルホニル基を保護基として末端のアミノ窒素と縮合させて反応性を落とす。
p-トルエンスルホニル基(p-Ts)などが使用される。
ヒスチジンのイミダゾール環は求核性を持ち、また塩基性によりα-炭素のエピ化を促進する。π-窒素をベンジルオキシメチル基(Bom)やtert-ブトキシメチル基 (Bum) で保護したり、τ-窒素を2,4-ジニトロフェニル基 (Dnp)、トリチル基などで保護する。なおこれらの保護基を脱保護した際に生じる副生成物はスルフヒドリル基と強い親和性を持つ。そのため、スルフヒドリル基の脱保護に先立ってまず脱保護を行う必要がある。
ペプチド結合していないアスパラギン、グルタミンのアミド基はDCCなどの縮合剤により一部が脱水されてニトリルとなる。これはフッ化水素酸などの強酸で処理すると元のアミドに戻るので保護は不要であるが、強酸を使わない場合には保護しておく必要がある。ペプチド結合してしまえば脱水は起こらないので、簡単に脱保護できる保護基が使用される。トリチル基やキサンチル基 (Xan) が用いられる。
トリプトファンのインドール環は酸処理による脱保護の際に酸化やカルボカチオンの付加を起こしやすい。そのため、N-ホルミル化を行う。ホルミル基 (For) は塩基やチオールによる処理で脱保護される。酸処理が一度しかない場合にはBoc保護でも良い。
メチオニンのスルフィド結合には、トリフルオロ酢酸処理やフッ化水素酸処理による脱保護の際にE1脱離で生じるカルボカチオンが転位してくる場合がある。これを防ぐためにスルホキシドに酸化して保護する場合がある。脱保護の際にチオアニオールなどのカルボカチオンスカベンジャーを加えるだけで保護は必要ないことが多い。

### カルボキシ基の活性化とペプチド結合の形成
すでに述べた通り、ペプチド結合を形成するにはカルボキシ基を活性化して反応性を高める必要がある。現在のペプチド合成では、縮合剤を用いて活性化するのが一般的である。

#### 縮合剤によるペプチド形成
縮合剤として最も一般的なのはカルボジイミド系の縮合剤である。N,N'-ジシクロヘキシルカルボジイミド (DCC) が古くから用いられてきたが、副生するジシクロヘキシル尿素 (DCU) が溶媒に溶けにくく、これの除去がしばしば問題となっている（さらにアレルゲンでもある）。そのため、副生物の尿素誘導体が有機溶媒に良く溶けるジイソプロピルカルボジイミド (DIPCDI) や酸性の水に溶解する1-エチル-3-(3-ジメチルアミノプロピル)カルボジイミド（EDCあるいはWSC〈Water Soluble Carbodiimideの略〉）が用いられるようになってきている。
また、通常は縮合剤とともに反応速度の向上とα-炭素のエピ化の抑制のため、1-ヒドロキシベンゾトリアゾール (HOBt) のような添加剤を加える。セグメント縮合の場合にはさらにエピ化が起こりやすいため、それを抑制する効果の高い3,4-ジヒドロ-3-ヒドロキシ-4-オキソ-1,2,3-ベンゾトリアジン (HOOBt) が用いられる。
カルボジイミド系の縮合剤以外にはHOBtにホスフィンなどを結合させて縮合剤としての能力も持つようにした試薬が知られている。このタイプの縮合剤は (1H-ベンゾトリアゾール-1-イルオキシ)トリス(ジメチルアミノ)ホスホニウムヘキサフルオロホスファート (BOP) が最初に開発された。現在良く用いるものとしては1-[ビス(ジメチルアミノ)メチレン]-1H-ベンゾトリアゾリウム-3-オキシドヘキサフルオロホスファート (HBTU) 、HATU、HCTUがあるが、これらはDCC同様に重度のアレルギーを引き起こすことが判明し、処理が問題となっている。

#### 活性エステルによるペプチド形成
カルボキシ基を脱離能の高いアルコキシ基といったん縮合させたエステルを作り、これにアミノ酸を反応させる方法が活性エステル法である。ニトロフェノールやN-ヒドロキシスクシンイミド（NHS）、ペンタフルオロフェノール等とのエステルが用いられる。
活性エステル化法は後述する環状ペプチドの形成や繰り返し単位を持つポリペプチドの合成に用いられる。繰り返し単位となるジペプチドやトリペプチドのα-カルボキシ基を活性エステルとした後、α-アミノ基を脱保護すると重合が起こりポリペプチドが形成される。

#### 混合酸無水物法
低温でカルボキシ基にクロロギ酸エステルやカルボン酸クロリドを反応させて混合酸無水物とし、これにアミノ酸を反応させる方法が混合酸無水物法である。非常に反応活性が高いため、かさ高いアミノ酸同士の結合など縮合剤による方法では反応が進行しない場合でも反応が進行することがある。

#### 環状ペプチドの形成
環状ペプチドの形成は一種のセグメント縮合で、かつ大員環形成反応である。セグメント縮合であるのでエピ化が進行しやすい。
そのため、エピ化が起こりにくい縮合法を用いる。分子内でカルボキシ基とアミノ基を縮合させるために、高度希釈法が用いられる。また縮合剤による方法では、縮合剤の濃度が高まると分子間縮合が起こりやすくなるため、縮合剤の添加は少しずつ長時間かけて行う。
環状ペプチドではどのペプチド結合で環を形成させるかに任意性がある。エピ化の起こらないグリシンのカルボキシ側や起こりにくいプロリンのカルボキシ側が第一の選択肢として選ばれる。しかし環化の成否はペプチドの立体配座に左右されるため、それについても考慮する必要がある。

#### ライゲーション
ライゲーションとは結紮を意味するが、ペプチド合成においては特に無保護のペプチド鎖に対して別のペプチド鎖を結合させるプロセスをいう。セグメント縮合が保護されたペプチド鎖同士を縮合させるのに対し、ライゲーションでは無保護のペプチド鎖に再度の保護を施した後、結合を行う。このため、生体内から単離されたペプチドや遺伝子工学的ペプチド合成によって合成されたペプチド鎖などに対しても新たに人工的なアミノ酸配列を付与することが可能である。
ライゲーションさせたいペプチド結合のカルボキシ基はチオエステルとする必要がある。チオエステルを塩化銀とHOOBtとアミンで処理すると、活性エステルであるHOOBtエステルが生成する。これにライゲーションさせたいペプチド結合のアミノ基側のペプチドを加えると縮合が起こる。この方法では側鎖の官能基のうちリジンのアミノ基とシステインのスルフヒドリル基の保護が必要である。
ネイティブケミカルライゲーション
チオエステルとシステインからアミド結合を生成するネイティブケミカルライゲーションと呼ばれる方法がある。この方法では側鎖の官能基の保護は必要がないが、ライゲーション部位のN末端アミノ酸はシステインである必要がある。ペプチドのC末端チオエステルに対して、N末端がシステインであるペプチドを加えると、システインのスルフヒドリルがカルボニル基を求核攻撃しチオエステル交換反応が起こる。続いて隣接するアミノ基がカルボニル基を求核攻撃しスルフヒドリル基が脱離してペプチド結合が生成する。
上記のネイティブケミカルライゲーションをシステイン以外のN末端にも適用できるようにした改良法として補助基を用いた方法がある。これはN末端のアミノ基上に補助基としてスルフヒドリル基を持つ置換基を導入する方法である。

#### 歴史的なペプチド結合の生成法
以下に歴史的に用いられたペプチド合成法について示す。

##### フィッシャーのペプチド合成
1903年にエミール・フィッシャーが開発したペプチドの合成法である。ペプチド結合の形成をアミノ酸エステルとα-ハロカルボン酸クロリドとの間で行なった後、α位のハロゲン原子をアンモニアを用いてアミノ基へと置換する合成法である。α-ハロカルボン酸クロリドとの反応を繰り返すことでペプチド鎖を延長していくことが可能である。この方法を用いてフィッシャーはタンパク質がアミノ酸の重合物であることを示した。しかし、この合成法では新しく導入されるα-アミノ基の立体配置を制御することが困難であるため、現在ではまず用いることがない。

##### N-カルボキシアミノ酸無水物の重合
α-アミノ基とα-カルボキシ基以外のヘテロ原子を保護したアミノ酸にホスゲンを反応させるとクロロギ酸アミドが生成し、さらに分子内でカルボン酸無水物を形成してN-カルボキシアミノ酸無水物が生成する。この化合物は少量のアルコールやアミンを添加すると開環重合を起こし、単一のアミノ酸からなるポリペプチドを生成する。この方法で調製されたポリペプチドはタンパク質のモデル化合物としてしばしば用いられた。
また、N-カルボキシアミノ酸無水物に当量のアミノ酸エステルを作用させれば、ジペプチドを得ることができる。酸処理によりN上のカルボキシ基を除去してから、さらに別のN-カルボキシアミノ酸無水物を作用させるプロセスを繰り返せば、ペプチド鎖を延長していくことが可能である。しかし、それぞれのアミノ酸のN-カルボキシアミノ酸無水物を調製するのは、猛毒のホスゲンを用いることもあってかなりの熟練を要する。そのため、現在ではまず用いることがない。

##### アジド法
現在の縮合剤による方法が確立するまで、α-炭素のエピ化が少ない方法として用いられていた方法である。特にペプチド鎖同士を結合させるセグメント縮合にこの方法が使用された。
まず、結合させるペプチド鎖のカルボキシ基をカルボン酸ヒドラジドへと変換する。これにはエステル保護されたカルボキシ基に直接ヒドラジンを反応させる方法と、遊離のカルボキシ基にBoc保護したヒドラジンを縮合剤で縮合させた後、Bocを脱保護する方法がある。次に酸ヒドラジドを亜硝酸エステルによって酸化してカルボン酸アジドへ変換する。これをトリエチルアミンの存在下に相手のペプチド鎖のアミノ基と縮合させる。
アジド法はカルボン酸アジドの反応性が低いため、側鎖のアミノ基、スルフヒドリル基以外の官能基は保護せずに行なえるメリットがある。しかし、反応操作に厳密性が要求されること、また毒性のあるアジ化水素が副生し、爆発性を持つアジ化物が残存したりすること、にもかかわらず収率が良くないことから、縮合剤を用いる方法にとって代わられた。

### 固相ペプチド合成
C末端のアミノ酸の保護基をポリマーに担持すれば、固相上でペプチド合成を行うことが可能である。この方法は1962年にロバート・メリフィールドによって開拓された。メリフィールドが用いたのはポリスチレン-ジビニルベンゼン共重合体にメトキシメチルクロリドを用いてヒドロキシメチル基を導入した合成樹脂であった。固相ペプチド合成はルーチン化された手順と反応条件で反応を行う自動合成へと発展した。固相合成法では、α-アミノ基の保護基としてフルオレニルメトキシカルボニル基 (Fmoc) を使用するのが一般的である。

## 遺伝子工学的ペプチド合成
遺伝子工学的ペプチド合成はDNA合成や逆転写酵素、制限酵素の発見などを技術的な基盤として1970年代後半に確立された。1977年に板倉啓壱らによって行なわれた大腸菌を用いたソマトスタチンが最初の例である。
遺伝子工学的ペプチド合成は以下のような手順で行なわれる。
1. 目的のアミノ酸配列をコードしたDNA断片を調製する。
2. DNA断片をベクターへ組み込む。
3. ペプチドを産生させる細胞にベクターを取り込ませる。
4. プラスミドを取り込んだ細胞のみを選別する。
5. 選別した細胞を増殖させ、産生されたペプチドを回収する。

### DNA断片の調製
目的のアミノ酸配列をコードしたDNA断片の調製方法には大きく分けて2種類ある。
1つは化学的にDNAを合成する方法である。現在では自動合成装置が市販されており、これを用いて望み通りの塩基配列を持つDNAを合成することが可能である。合成するDNAの塩基配列には目的とするアミノ酸配列をコードする翻訳領域の他に、ベクターと結合させるための制限酵素認識部位が必要である。また、できたペプチド鎖を酵素などで切り出すためのアミノ酸配列に対応する塩基配列を組み込むこともある。自動合成では塩基がうまく結合せず塩基配列の一部が欠損したDNAが生成し、その割合は塩基数が多くなるほど増える。そうすると完全な塩基配列を持つDNAを精製して取り出すのが困難になってくるので、合成できる配列の塩基数には上限がある。
もう1つは目的とするペプチドの翻訳元であるmRNAから調製する方法である。目的とするペプチドを産生している細胞内には、そのペプチドの翻訳元であるmRNAが必ず存在しているはずである。まず、その細胞内に存在するすべてのmRNAを混合物として取り出した後、mRNAの3'末端のポリアデノシン一リン酸配列に結合するオリゴデオキシチミジン一リン酸の5'末端に後でベクターと結合させるために必要な制限酵素認識配列を結合させたDNA断片をプライマーとして加え、逆転写酵素によりcDNA(にプライマーが結合したもの)を調製する。こうして調製したcDNA混合物に対し、目的のcDNAと結合する塩基配列に制限酵素認識配列を結合させたプライマーを添加してPCR法を行う。すると目的とするcDNAのみが増幅されて得られる。得られるcDNAは目的とするアミノ酸配列をコードする塩基配列の前に制限酵素認識部位を、後ろにポリアデノシン一リン酸配列と制限酵素認識配列を結合したものになる。

### ベクターの組み換え
遺伝子を発現させてペプチドを合成するためのベクターとしては対象とする細胞の種類によりプラスミドやバキュロウイルスなどが用いられる。ベクターにはある種の抗生物質への耐性を持たせる遺伝子と、ペプチド合成を制御するためのプロモーター、オペレーター、リボソーム結合部位、そしてその下流に制限酵素認識部位を集めたマルチクローニングサイトや後述するDNAが導入された細胞の選別のための酵素をコードする遺伝子が組み込まれている。さらに得られたペプチドを精製しやすくするためのポリヒスチジンタグをコードする遺伝子やペプチダーゼで目的のペプチドを切り出すための酵素認識部位をコードする遺伝子を含むこともある。DNA断片はマルチクローニングサイトに導入される。ソマトスタチンの例ではラクトースオペロン内のβ-ガラクトシダーゼをコードするlacZ内に導入された。
DNA断片のベクターへの組み込みは以下のように行なわれる。まず調製したDNA断片の両末端に導入した制限酵素認識配列を制限酵素により切断して付着末端を作る。ベクターの側も制限酵素で切断して付着末端を作る。この2つを混合すると付着末端同士がアニーリングし、ベクターにDNA断片が組み込まれる。これをDNAリガーゼでライゲーションしてDNA断片を結合させる。

### ベクターの取り込み
DNA断片を組み込んだベクターをターゲットとなる細胞に導入する方法はいくつかある。大腸菌では塩化カルシウムや塩化ルビジウムで処理してコンピテントセルとしてプラスミドを取り込ませる方法、マイクロインジェクションにより直接導入する方法、電気により細胞膜に穴を開けてそこからプラスミドを導入する電気穿孔法などがある。酵母では細胞壁のペプチドグリカンを除去したスフェロプラストにDNAを取り込ませるスフェロプラスト法、酢酸リチウム溶液で処理してDNAを取り込ませる酢酸リチウム法などがある。

### 取り込んだ細胞の選別
ベクターを取り込んでいない細胞や制限酵素による切断がなされなかったことによりDNA断片が取り込まれていないベクターを取り込んでしまった細胞も存在しているため、DNA断片が組み込まれたベクターを取り込んだ細胞だけを選別することが必要となる。これにはベクター上にある遺伝子を利用した2段階選別法が用いられる。
ベクター上にはある種の抗生物質への耐性を与える遺伝子があるため、ベクターを取り込んだ細胞は培地にその抗生物質が含まれていても増殖が可能である。そこで抗生物質を添加した培地でコロニーを形成した細胞はベクターを取り込んでいることが分かる。
またDNA断片がベクターに組み込まれた際に、DNA断片が挿入された位置にあった遺伝子はその機能が失われる。DNA断片はある酵素の遺伝子上に挿入されるため、その酵素の働きが失われることになる。例えばβ-ガラクトシダーゼの働きが失われたことは、X-galを分解して青色の色素を形成する能力が失われたことで知ることができる。このようにしてDNA断片が組み込まれたベクターを取り込んだ細胞だけを選別できる。

### ペプチドの回収
組み換えDNAから産生されるペプチドは細胞の機能に影響して増殖を不可能にしてしまうことがある。そのためオペレーターによって遺伝子の発現は抑えられている。インデューサーを添加することによって遺伝子が発現し、ペプチドの産生が開始される。
産生されるペプチドはDNAの導入されたベクターによって欲しいペプチドそのものではないことがある。ソマトスタチンの例ではβ-ガラクトシダーゼの遺伝子の途中にソマトスタチンの遺伝子を挿入したため、ソマトスタチンのN末端側にβ-ガラクトシダーゼのN末端側アミノ酸配列の一部が結合した融合タンパク質として得られてきた。なお、ガラクトシダーゼのC末端側の配列はソマトスタチンの遺伝子の終止コドンによって翻訳が停止するため付加されない。ソマトスタチンの遺伝子の手前にメチオニンのコドンを導入しておき、臭化シアンでこのメチオニンを分解することによってソマトスタチンの切り出しを行なっている。他にペプチダーゼの酵素認識部位をコードする遺伝子を導入しておき、ペプチダーゼで目的のペプチドを切り出す方法なども知られている。

## 註・出典
1. ↑  1980年代には液相法によるペプチド合成装置も開発されたが今日では固相合成法に基づく装置にとって代わられた
2. ↑  泉屋信夫ら、1.2.2.ペプチド合成の歴史、『ペプチド合成の基礎と実験』、pp4-5.丸善、1985. ISBN 4-621-02962-2.
3. ↑  Peptide coupling agents can cause severe allergic reactions, c&en
4. ↑  Kate J. McKnelly; William Sokol; James S. Nowick (2020), “Anaphylaxis Induced by Peptide Coupling Agents: Lessons Learned from Repeated Exposure to HATU, HBTU, and HCTU”, J. Org. Chem. 85 (3):  pp. 1764–1768, doi:10.1021/acs.joc.9b03280